# Гълъбина Чокова (шахматистка)
Гълъбина Лозанова Чокова е българска национална шахматистка с увреден слух, международен майстор.
Участва в първенствата, организирани от Международния комитет за тих шах (МКТШ).

## Международни участия
| Година | Организатор | Първенство                                            | Класиране    | Класиране  |
| Година | Организатор | Първенство                                            | Индивидуално | Отборно    |
| 2007   | Приморско   | XVIII Европейска купа                                 |              | 12-о място |
| 2008   | Санкт Гален | IV Световно индивидуално първенство на МКТШ (за жени) | 13-о място   |            |
| 2009   | Хамбург     | XIX Европейска купа                                   |              | 6-о място  |
| 2010   | Ещорил      | ХVІ Световен отборен шампионат на МКТШ                |              | 12-о място |